# Litteraturtidskrift
Litteraturtidskrift är en kulturtidskrift ägnad åt att publicera skönlitterära bidrag eller diskussion och analys av skönlitterära texter i form av artiklar och recensioner.
De tidigaste litterära tidskrifterna var främst ägnade åt den vetenskapliga litteraturen. Den skönlitterärt inriktade litteraturtidskriften uppstod på 1700-talet. Den användes ofta för polemik, bland annat av romantikens författare.
Litteraturtidskrifter är huvudsakligen av två typer, antingen avantgardistiska, ofta kortlivade, så kallade "unglitterära" tidskrifter, eller större, mer allmänna och långlivade litterära tidskrifter. Den unglitterära tidskriften är internationellt mycket vanligt förekommande och i hög grad sammanlänkad med modernismens framväxt.
Exempel på tongivande svenska unglitterära tidskrifter är Spektrum (1931–1933), 40-tal (1944–1947), Femtital (1951–1952), Rondo (1961–1964), Komma (1966–1969) och Åttiotal med efterföljare (1980–). Bonniers Litterära Magasin (1932–1999; 2002–2004) var i många år den centrala, mer allmänna litteraturtidskriften. Lyrikvännen är sedan 1954 en viktig tidskrift för poesiintresserade.
I slutet av 1990-talet fick den tryckta tidskriften konkurrens av internet, flera internettidskrifter växte fram och de tryckta litteraturtidskrifterna kompletterades ofta med en nätupplaga.

## Källa
- litteraturtidskrift i Nationalencyklopedins nätupplaga.  [inloggning kan krävas]